# Petrovka (Armenia)
Petrovka (in armeno Պետրովկա?) è un comune armeno di 248 abitanti (2001) della Provincia di Lori in Armenia.